# Оратов
Ора́тов (укр. Оратів) — посёлок в Винницком районе Винницкой области Украины.

## История
Оратов являлся волостным центром Липовецкого уезда Киевской губернии Российской империи, в 1906 году здесь насчитывалось около 2 тыс. жителей, действовали православная церковь, католический костел и синагога.
В ходе Великой Отечественной войны в 1941—1944 гг. селение было оккупировано немецкими войсками.
В январе 1989 года численность населения составляла 3095 человек.
В октябре 1995 года Кабинет министров Украины утвердил решение о приватизации находившихся здесь АТП-10536 и райсельхозхимии.
По состоянию на 1 января 2013 года численность населения составляла 2882 человека.